# レスパール＝メドック
レスパール＝メドック （フランス語:Lesparre-Médoc、オック語ガスコーニュ方言:L'Esparra）は、フランス、ヌーヴェル＝アキテーヌ地域圏、ジロンド県のコミューン。

## 地理
レスパール＝メドックの町はメドック地方にあり、ボルドー＝ポワント・ド・グラーヴ間を走る県道1215線沿いにある。

## 歴史
古代、ジロンド川の河口に近いメドゥラ半島（Médula、メドック）を、ケルト系のビトゥリゲス族（Fr）、フェニキア人、ギリシャ人、そしてローマ人が占領した。彼らはガルムナ川（ガロンヌ川）の湾曲部の奥まったところに小さな港メティリウム（Métillium）を築いた。これが今のレスパールである。彼らはブルディガラ（現在のボルドー）と大西洋岸をつなぐ唯一の道路La Lébadeもつくった。この道路は現在の県道1225線の前身である。
5世紀以降、様々な民族がメドックに侵攻した。フランク族、アラブ人、そしてノルマン人である。カール大帝の治世、住民は自らを守るためにエルヴォー川の流れで囲んだ城を築いた。そこには25mの高さの角型の塔が4本あった。今は『名誉の塔』と呼ばれる1本が残るのみである。
15世紀のシャルル7世の言葉として、『レスパールはギュイエンヌ最古にして最大の男爵領』というものがあった。これは現在のメドック地方全体を指している。1453年にイングランド支配から脱した後、様々な貴族が領主となり、最終的にエペルノンおよびグラモン公爵が領主となった。

## 人口統計
| 1962年 | 1968年 | 1975年 | 1982年 | 1990年 | 1999年 | 2006年 |
| ------ | ------ | ------ | ------ | ------ | ------ | ------ |
| 3 443  | 3 563  | 3 814  | 4 217  | 4 661  | 4 855  | 5 195  |

## スポーツ
- ペイ・メドック・ラグビー - プロラグビークラブ

## 姉妹都市
- オリャオン、ポルトガル
- ドライトン、イギリス